# Bregenz
Bregenz là thủ phủ của Vorarlberg, bang phía tây của Áo. Thành phố nằm bên bờ đông hồ Constance, hồ nước ngọt lớn thứ ba ở Trung Âu, giữa Thụy Sĩ ở phía tây và Đức ở phía tây bắc.
Thành phố có diện tích 29,51 km2. Dân số thời điểm 01/01/2018 là 29.806 người.
Thành phố này nằm ở sườn một cao nguyên gồm một loạt các bậc thang thấp dần xuống hồ tại chân núi Pfänder. Thành phố là nơi giao nhau của các tuyến đường huyết mạch từ thung lũng sông Rhein tới vùng núi thấp thuộc vùng Alps Đức, có các dịch vụ tàu du lịch trên hồ Constance.
Bregenz kết nghĩa với Bangor ở Bắc Ireland, giữa hai bên đã có nhiều chuyến thăm giao lưu. Một thành phố kết nghĩa khác là Acre của Israel.
Thành phố này nổi tiếng với festival mùa hè hàng năm Bregenzer Festspiele.

## Lịch sử

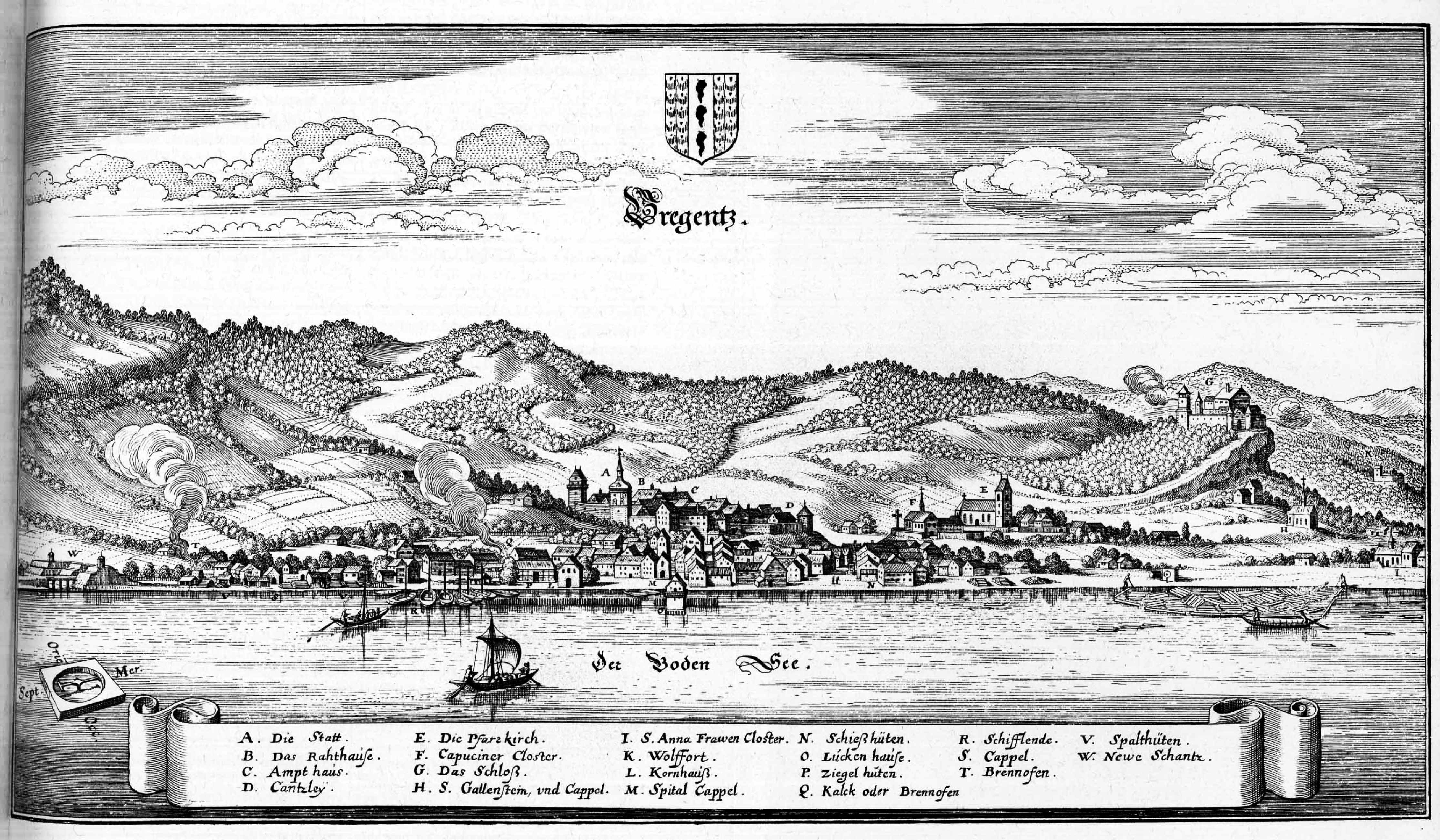
Bregenz, tranh khắc đồng của Caspar Merian, khoảng năm 1650

Các khu định cư đầu tiên có niên đại từ năm 1500 trước Công nguyên. Người Brigantii được Strabo nhắc đến như một bộ tộc người Celt nhỏ ở vùng này. Vào thế kỷ V trước Công nguyên, người Celt định cư tại Brigantion và nơi này trở thành một trong những địa điểm được củng cố nghiêm ngặt nhất của họ. Sau một loạt trận chiến vào năm 15 trước Công nguyên, người La Mã đã chinh phục Brigantion và thành phố trở thành một trại của người La Mã. Bregenz trở thành đô thị (Brigantium) vào khoảng năm 50 sau Công nguyên và là nơi đóng quân của hải quân La Mã ở hồ Constance. Vào năm 259/60, Brigantium bị người Alemanni định cư trong khu vực phá hủy vào khoảng năm 450.
Từ năm 610 đến năm 612, Thánh Columbanus và Thánh Gall đã truyền giáo ở Bregenz. Từ năm 917 trở đi, lâu đài đóng vai trò là nơi ở của nhà Udalrichinger (triều đại cai trị của Vorarlberg), người tự xưng là Bá tước Bregenz. Ngôi nhà đã chết vào khoảng năm 1150. Con trai của Ulrich đầu tiên là Thánh Gebhard, sinh năm 947. Ông trở thành Giám mục Konstanz. Vào khoảng năm 1170, Hugo của Tübingen (Montfort) đã thành lập một khu định cư thị trấn (được ghi chép lần đầu vào năm 1249), mở rộng nó vào thế kỷ XIII và XIV và từ 1650 đến 1652.
Thành phố được bán cho nhà Habsburg vào năm 1451 và một lần nữa vào năm 1523 và liên tục nằm dưới sự thống trị của Áo cho đến thế kỷ 19 cùng với một giai đoạn chiếm đóng ngắn ngủi của quân Thụy Điển dưới quyền Carl Gustaf Wrangel trong chiến tranh 30 năm. Bregenz nằm dưới sự cai trị của Bayern từ năm 1805 đến năm 1814. Từ năm 1842 đến năm 1850, bến cảng trên hồ Constance được xây dựng, sau đó được mở rộng vào năm 1883. Từ năm 1889 đến năm 1891, Dịch vụ tàu thuyền của Áo được khánh thành vào năm 1884. Dịch vụ đường sắt đã tồn tại từ năm 1872 và từ năm 1884 trên khắp khối núi Arlberg.
Kể từ năm 1726, Bregenz là trụ sở chính của chính quyền Áo tại Vorarlberg ( Obervogtei , năm 1786 là  Kreisamt , từ năm 1861 là trụ sở của Landtag, từ năm 1918 là trụ sở của Landeshauptmann) ). Rieden-Vorkloster và Fluh lần lượt được hợp nhất vào Bregenz vào năm 1919 và 1946. Thành phố đã bị đánh bom bởi quân Đồng minh vào năm 1945 và có 72 ngôi nhà đã bị phá hủy.

## Dân số

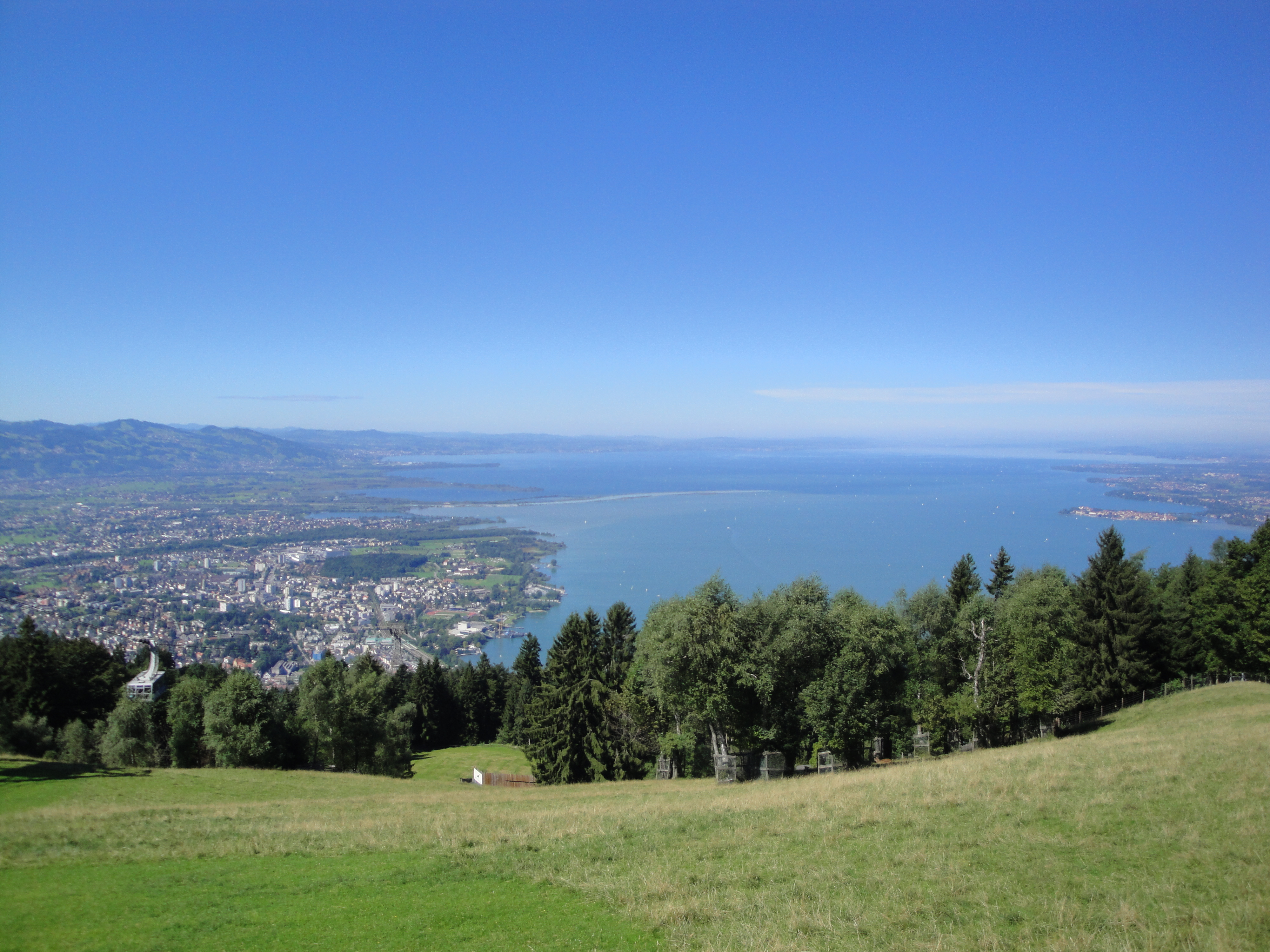
Pfänder, một điểm toàn cảnh của Bregenz.

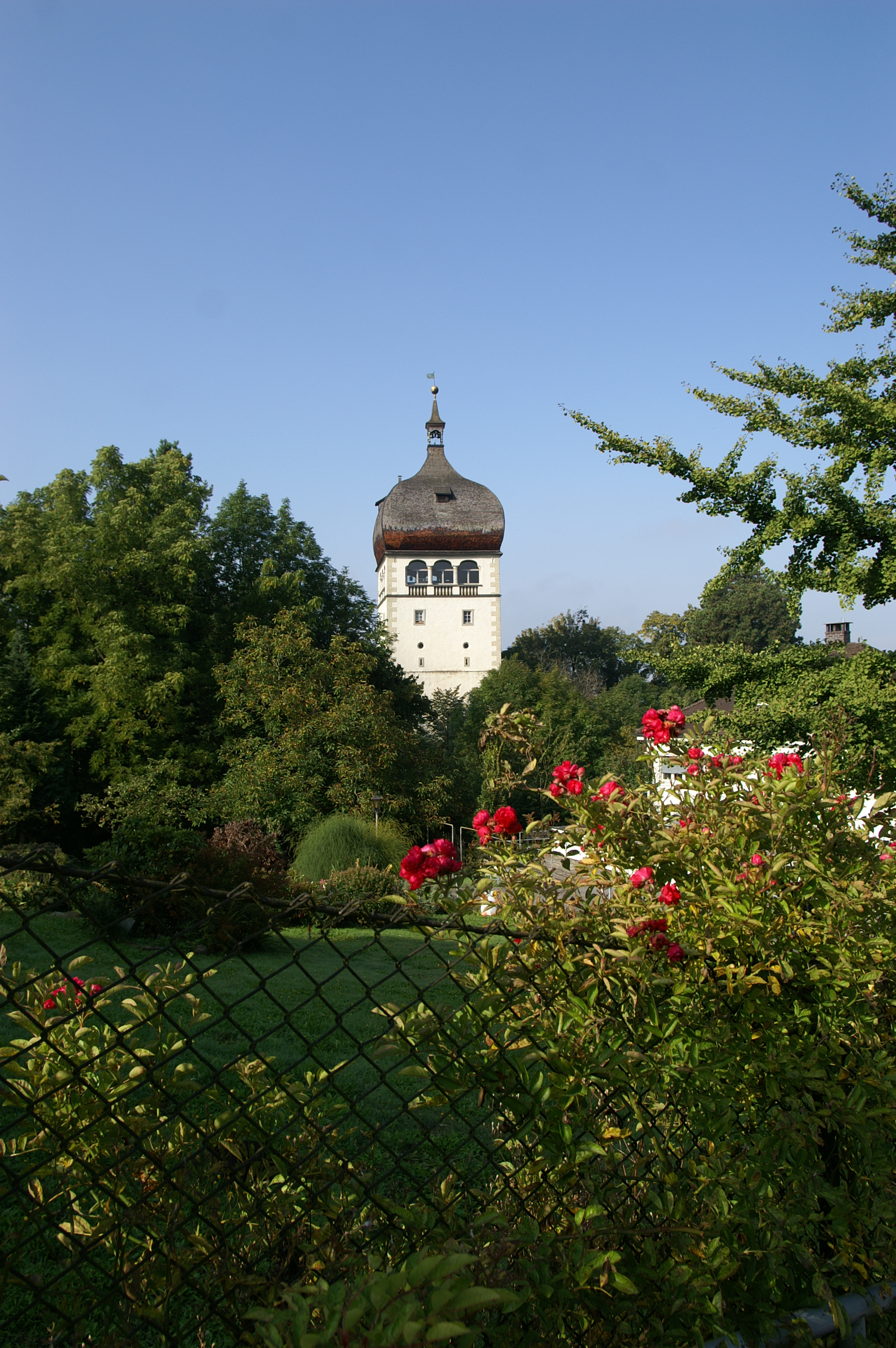
Martinsturm, được xây dựng vào năm 1601.

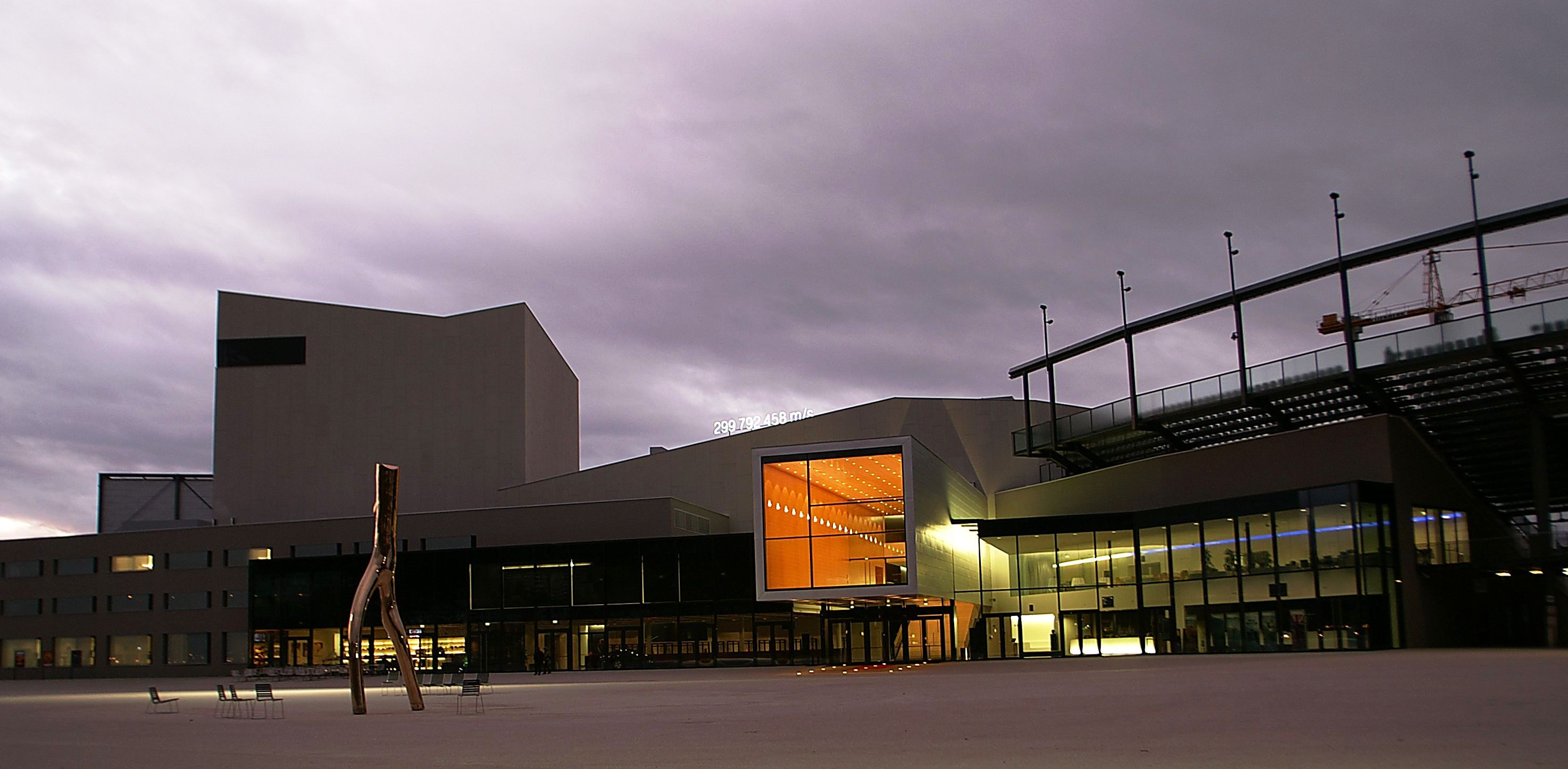
Trung tâm Văn hóa và Hội nghị.

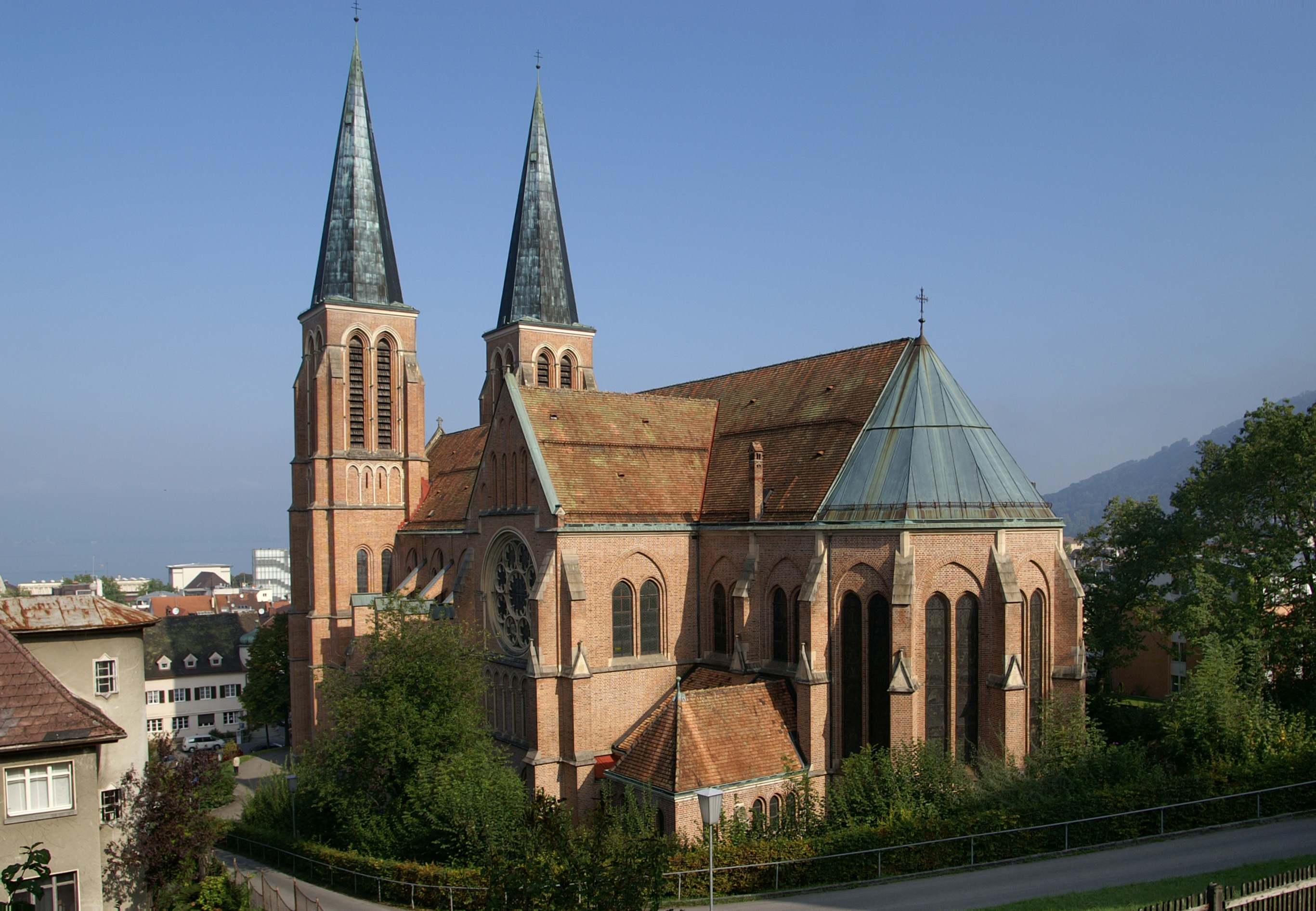
Nhà thờ Thánh Tâm.

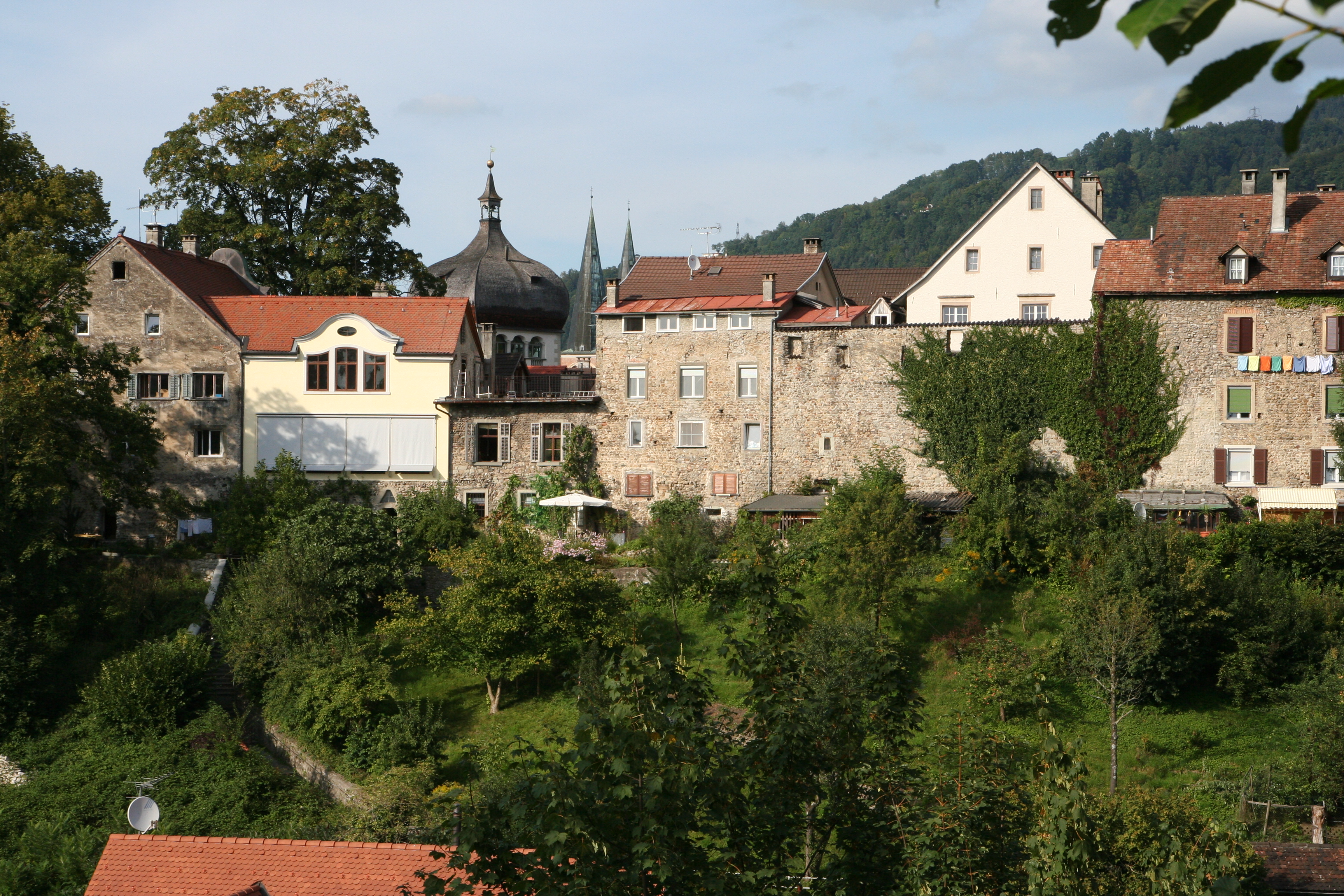
Bức tường thành cổ, phía trên thị trấn.

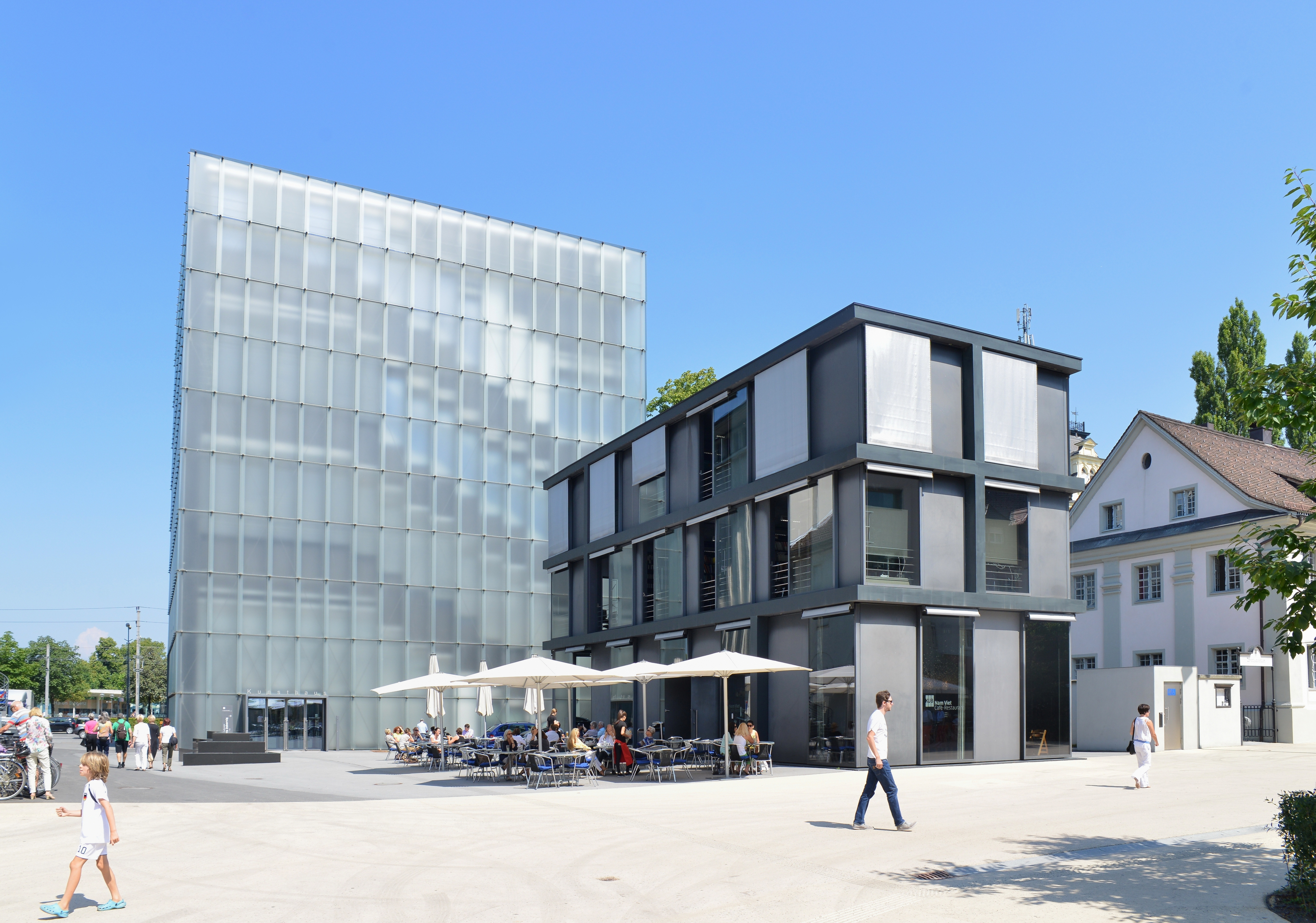
Kunsthaus Bregenz

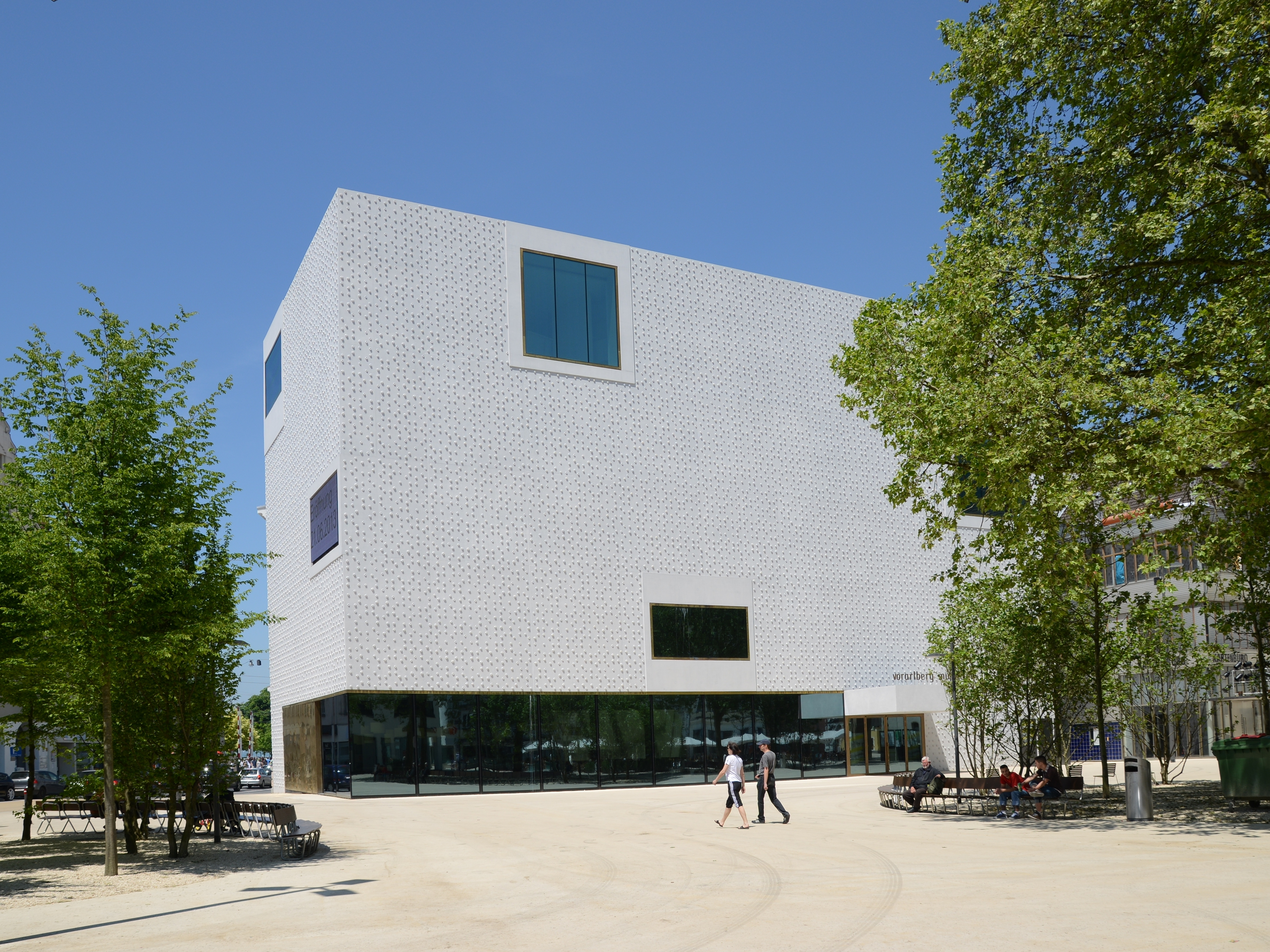
Bảo tàng Vorarlberg

## Điểm tham quan chính

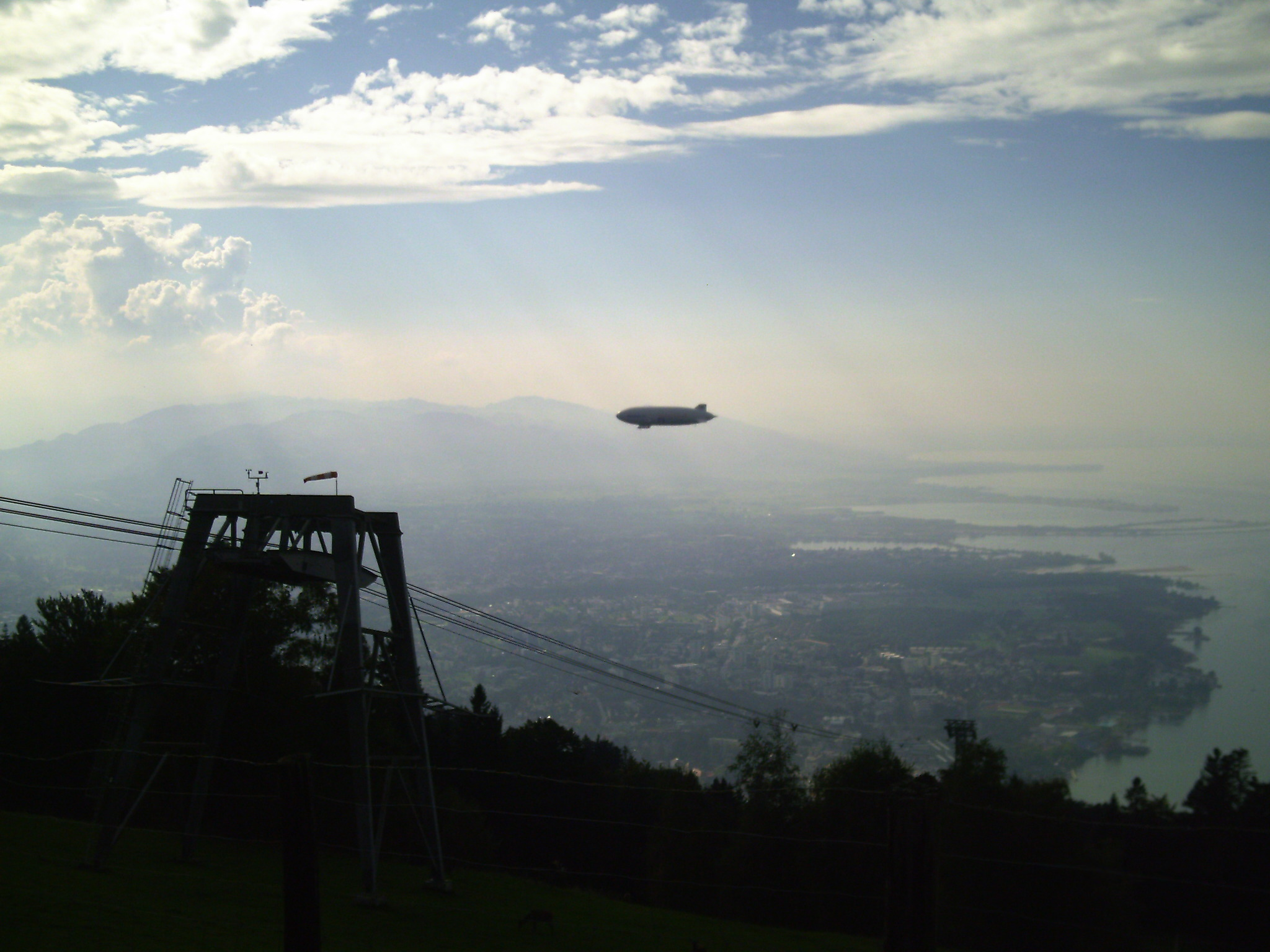
Pfänder, một địa điểm nổi tiếng của Bregenz

### Phía trên thanh phố
- Dấu tích từ thế kỷ XIII và XVI
- Tường thành
- Tòa thị chính cổ (1662)
- Martinsturm (Tháp Martin). Ban đầu được xây dựng bởi người La Mã, nó có một nhà nguyện với các bức bích họa có niên đại từ năm 1362. Từ năm 1599 đến năm 1601, một tầng mới được xây thêm. Nó có tháp chuông kiểu Baroque hình củ hành lớn nhất ở Trung Âu và có Bảo tàng Lịch sử Quân sự.
- Nhà thờ giáo xứ St Gall theo kiến trúc Gothic: nền móng Romanesque của nó có từ trước năm 1380 nhưng nó được xây dựng lại vào khoảng năm 1480. Khoảng năm 1737, nó được chuyển đổi sang phong cách Baroque.
- Nhà thờ giáo xứ Herz-Jesu (1905–1908).

### Phía dưới thành phố
- Tòa thị chính, xây dựng năm 1686 (mặt tiền từ năm 1898)
- Gothic Seekapelle (Hồ Chapel)
- Landhaus (được xây dựng từ năm 1973 đến năm 1982 bởi W. Holzbauer)
- Kornhausmarkt cũ (xây dựng 1838-1940, sửa đổi 1951-1955); nó bây giờ có một nhà hát
- Nhà thờ Thánh giá Tin lành (1862–1864)
- Nhà thờ St Kolumban (1962–1966)
- Kunsthaus Bregenz (1991–1997) (bảo tàng nghệ thuật hiện đại)
- Tourismushaus (trung tâm du lịch) (1994–1998).

Các điểm tham quan trong quận Vorkloster bao gồm nhà thờ giáo xứ Maria Hilf (1925–1931, bởi C. Holzmeister, nội thất từ năm 1980) và tu viện Xitô của Mehrerau.
Trên tảng đá Gebhardsberg là tàn tích của pháo đài Hohenbregenz (bị người Thụy Điển phá hủy năm 1647).

## Doanh nghiệp và dịch vụ

### Chính phủ
Bregenz là trụ sở của Hội đồng Bang Vorarlberg (Landtag) và của hầu hết các cơ quan/tổ chức cấp tỉnh của Vorarlberg (ví dụ như Phòng giáo dục, trụ sở cảnh sát, bộ phận phát triển nguồn nhân lực (AMS), Phòng Bảo vệ Môi trường, Phòng Lao động, Phòng Kinh tế, Phòng Nông nghiệp, Phòng Dược sĩ, trụ sở quân khu, doanh trại quân đội vùng, một trong những bệnh viện chính của tỉnh (Landeskrankenhaus) cũng như một viện điều dưỡng, văn phòng bảo hiểm xã hội và sức khỏe nông dân, VLV (Viện bảo hiểm hỏa hoạn tương hỗ).

### Lãnh sự quán
Lãnh sự quán Thổ Nhĩ Kỳ, và  lãnh sự danh dự của Belarus, Pháp, Đức, Hungary, Na Uy và Thụy Sĩ đặt tại Bregenz. Lãnh sự quán danh dự của Phần Lan và Vương quốc Anh nằm ở Lauterach gần đó, lãnh sự danh dự Brazil ở Hard gần đó.

### Trường học và nghệ thuật
Bregenz có bốn trường trung học Gymnasium, một trường cao đẳng thương mại (HAK), một trường cao đẳng kỹ thuật (HTL), trường trung học kinh doanh (Höhere Lehranstalt für wirtschaftliche Berufe), ba Berufsschulen (trường dạy nghề), cao đẳng thủ công, Học viện Khoa học xã hội và một trường điều dưỡng. Những nơi khác bao gồm: trung tâm giáo dục người lớn,ký túc xá, kho lưu trữ bang, thư viện bang, bảo tàng bang, Kunsthaus Bregenz (trung tâm nghệ thuật hiện đại), Künstlerhaus (trung tâm nghệ thuật), Cung điện Thurn und Taxis, năm tu viện, Heimatwerk (tổ chức tự trị thúc đẩy việc sản xuất các sản phẩm thủ công truyền thống) và các tờ báo.

### Các phương tiện công cộng
Trung tâm lễ hội và hội nghị, Nhà hát am Kornmarkt, sòng bạc, bến cảng cho thuyền buồm và du thuyền, cáp treo lên núi Pfänder.

## Kinh tế
Nền kinh tế chủ yếu bị chi phối bởi các doanh nghiệp nhỏ trong lĩnh vực dịch vụ, thương mại và công nghiệp: bao gồm ngành dệt may (Wolford AG), nhà sản xuất phụ kiện Julius Blum GmbH, chế biến thủy tinh và chế tạo máy.
Du lịch hai mùa là quan trọng; một điểm thu hút chính là Lễ hội Bregenz (từ năm 1946, sân khấu nổi từ năm 1949, hiện đại hóa vào năm 1979, Lễ hội và Hội trường năm 1980), các môn thể thao mùa đông trên núi Pfänder.

## Văn hóa

### Bregenzer Festspiele
Lễ hội âm nhạc mùa hè hàng năm  Bregenzer Festspiele  nổi tiếng thế giới, diễn ra vào tháng 7 và tháng 8 hàng năm trên sân khấu trên Hồ Constance. Lễ hội này thu hút hơn 150.000 người mỗi năm đến Bregenz (2011: 166.453, 2016: 159.172) và có kinh phí khoảng 20 triệu EUR. Chương trình thay đổi hai năm một lần. Năm 2016 vở opera chính được trình diễn là  Turandot  của Giacomo Puccini, năm 2017 và 2018  Carmen  của Georges Bizet. Vào năm 2021, vở opera sẽ là Rigoletto của Giuseppe Verdi.
Ngoài việc chơi trên sân khấu hồ, các buổi hòa nhạc của dàn nhạc và vở opera cũng diễn ra trong nhà hát lễ hội liền kề. Ngoài ra còn có một chương trình dành cho trẻ em và thanh thiếu niên trong và trước khi bắt đầu lễ hội.
Sân khấu bên hồ ( Seebühne ) là nhà hát ngoài trời lớn nhất thế giới với sức chứa khoảng 7.000 khán giả.

### Liên hoan nhạc Jazz Bregenz
Kể từ năm 2014, Liên hoan nhạc Jazz Bregenz đã được tổ chức hàng năm vào tháng 6 tại Kornmarktplatz. Đây là sự kế thừa của  Lễ hội New Orleans , diễn ra từ năm 1999 đến năm 2013, vào đầu mùa hè, ở nội thành Bregenz, và không còn được người khởi xướng Markus Linder ủng hộ. Ngoài việc thay đổi tên, cũng có một sự thay đổi thể loại âm nhạc từ blues sang jazz. Vị trí và thời gian gần như không đổi.

### Bregenzer Spring (Bregenzer Frühling)
Kể từ năm 1987, Bregenzer Spring, một lễ hội khiêu vũ, đã được tổ chức hàng năm từ tháng 3 đến tháng 5 tại Festival Hall of Bregenz. Các đoàn múa từ khắp nơi trên thế giới biểu diễn các tác phẩm mới của họ, cùng với các buổi ra mắt tại Áo. Với ngân sách khoảng 500.000 EUR và lên đến 10.000 du khách, Bregenzer Spring là một trong những lễ hội khiêu vũ quan trọng nhất ở Áo.

### Những nơi khác
- Vào năm 2013/2019, một Nhà hát La Mã đã được khai quật ở Bregenz.
- Galgenbihl (đồi cẩm quỳ) gần như bị lãng quên.

## Khí hậu
| Dữ liệu khí hậu của Bregenz (1981–2010, extremes 1948–present) | Dữ liệu khí hậu của Bregenz (1981–2010, extremes 1948–present) | Dữ liệu khí hậu của Bregenz (1981–2010, extremes 1948–present) | Dữ liệu khí hậu của Bregenz (1981–2010, extremes 1948–present) | Dữ liệu khí hậu của Bregenz (1981–2010, extremes 1948–present) | Dữ liệu khí hậu của Bregenz (1981–2010, extremes 1948–present) | Dữ liệu khí hậu của Bregenz (1981–2010, extremes 1948–present) | Dữ liệu khí hậu của Bregenz (1981–2010, extremes 1948–present) | Dữ liệu khí hậu của Bregenz (1981–2010, extremes 1948–present) | Dữ liệu khí hậu của Bregenz (1981–2010, extremes 1948–present) | Dữ liệu khí hậu của Bregenz (1981–2010, extremes 1948–present) | Dữ liệu khí hậu của Bregenz (1981–2010, extremes 1948–present) | Dữ liệu khí hậu của Bregenz (1981–2010, extremes 1948–present) | Dữ liệu khí hậu của Bregenz (1981–2010, extremes 1948–present) |
| Tháng                                                          | 1                                                              | 2                                                              | 3                                                              | 4                                                              | 5                                                              | 6                                                              | 7                                                              | 8                                                              | 9                                                              | 10                                                             | 11                                                             | 12                                                             | Năm                                                            |
| -------------------------------------------------------------- | -------------------------------------------------------------- | -------------------------------------------------------------- | -------------------------------------------------------------- | -------------------------------------------------------------- | -------------------------------------------------------------- | -------------------------------------------------------------- | -------------------------------------------------------------- | -------------------------------------------------------------- | -------------------------------------------------------------- | -------------------------------------------------------------- | -------------------------------------------------------------- | -------------------------------------------------------------- | -------------------------------------------------------------- |
| Cao kỉ lục °C (°F)                                             | 17.5 (63.5)                                                    | 20.7 (69.3)                                                    | 25.8 (78.4)                                                    | 31.2 (88.2)                                                    | 32.5 (90.5)                                                    | 35.5 (95.9)                                                    | 37.5 (99.5)                                                    | 36.3 (97.3)                                                    | 34.2 (93.6)                                                    | 29.4 (84.9)                                                    | 25.4 (77.7)                                                    | 21.8 (71.2)                                                    | 37.5 (99.5)                                                    |
| Trung bình ngày tối đa °C (°F)                                 | 3.6 (38.5)                                                     | 5.0 (41.0)                                                     | 9.7 (49.5)                                                     | 14.2 (57.6)                                                    | 18.9 (66.0)                                                    | 21.9 (71.4)                                                    | 24.2 (75.6)                                                    | 23.5 (74.3)                                                    | 19.0 (66.2)                                                    | 14.0 (57.2)                                                    | 8.0 (46.4)                                                     | 4.6 (40.3)                                                     | 13.9 (57.0)                                                    |
| Trung bình ngày °C (°F)                                        | 0.4 (32.7)                                                     | 1.1 (34.0)                                                     | 5.0 (41.0)                                                     | 9.2 (48.6)                                                     | 14.1 (57.4)                                                    | 17.3 (63.1)                                                    | 19.2 (66.6)                                                    | 18.3 (64.9)                                                    | 14.2 (57.6)                                                    | 10.0 (50.0)                                                    | 4.7 (40.5)                                                     | 1.6 (34.9)                                                     | 9.6 (49.3)                                                     |
| Tối thiểu trung bình ngày °C (°F)                              | −1.6 (29.1)                                                    | −1.1 (30.0)                                                    | 2.3 (36.1)                                                     | 5.4 (41.7)                                                     | 9.9 (49.8)                                                     | 13.0 (55.4)                                                    | 15.0 (59.0)                                                    | 14.7 (58.5)                                                    | 11.4 (52.5)                                                    | 7.7 (45.9)                                                     | 2.6 (36.7)                                                     | −0.3 (31.5)                                                    | 6.6 (43.9)                                                     |
| Thấp kỉ lục °C (°F)                                            | −19.0 (−2.2)                                                   | −23.2 (−9.8)                                                   | −16.0 (3.2)                                                    | −4.7 (23.5)                                                    | −1.8 (28.8)                                                    | 2.6 (36.7)                                                     | 4.3 (39.7)                                                     | 5.4 (41.7)                                                     | 2.1 (35.8)                                                     | −3.2 (26.2)                                                    | −10.1 (13.8)                                                   | −15.2 (4.6)                                                    | −23.2 (−9.8)                                                   |
| Lượng Giáng thủy trung bình mm (inches)                        | 71 (2.8)                                                       | 75 (3.0)                                                       | 100 (3.9)                                                      | 114 (4.5)                                                      | 146 (5.7)                                                      | 182 (7.2)                                                      | 191 (7.5)                                                      | 177 (7.0)                                                      | 148 (5.8)                                                      | 105 (4.1)                                                      | 108 (4.3)                                                      | 102 (4.0)                                                      | 1.521 (59.9)                                                   |
| Lượng tuyết rơi trung bình cm (inches)                         | 22 (8.7)                                                       | 24 (9.4)                                                       | 13 (5.1)                                                       | 3 (1.2)                                                        | 0 (0)                                                          | 0 (0)                                                          | 0 (0)                                                          | 0 (0)                                                          | 0 (0)                                                          | 0 (0)                                                          | 8 (3.1)                                                        | 19 (7.5)                                                       | 88 (35)                                                        |
| Độ ẩm tương đối trung bình (%) (at 14:00)                      | 76.4                                                           | 72.0                                                           | 62.9                                                           | 57.5                                                           | 58.8                                                           | 60.0                                                           | 60.8                                                           | 63.4                                                           | 68.4                                                           | 74.2                                                           | 77.4                                                           | 77.7                                                           | 67.5                                                           |
| Nguồn: Central Institute for Meteorology and Geodynamics       |                                                                |                                                                |                                                                |                                                                |                                                                |                                                                |                                                                |                                                                |                                                                |                                                                |                                                                |                                                                |                                                                |

| Dữ liệu khí hậu của Bregenz (1971–2000)                  | Dữ liệu khí hậu của Bregenz (1971–2000) | Dữ liệu khí hậu của Bregenz (1971–2000) | Dữ liệu khí hậu của Bregenz (1971–2000) | Dữ liệu khí hậu của Bregenz (1971–2000) | Dữ liệu khí hậu của Bregenz (1971–2000) | Dữ liệu khí hậu của Bregenz (1971–2000) | Dữ liệu khí hậu của Bregenz (1971–2000) | Dữ liệu khí hậu của Bregenz (1971–2000) | Dữ liệu khí hậu của Bregenz (1971–2000) | Dữ liệu khí hậu của Bregenz (1971–2000) | Dữ liệu khí hậu của Bregenz (1971–2000) | Dữ liệu khí hậu của Bregenz (1971–2000) | Dữ liệu khí hậu của Bregenz (1971–2000) |
| Tháng                                                    | 1                                       | 2                                       | 3                                       | 4                                       | 5                                       | 6                                       | 7                                       | 8                                       | 9                                       | 10                                      | 11                                      | 12                                      | Năm                                     |
| -------------------------------------------------------- | --------------------------------------- | --------------------------------------- | --------------------------------------- | --------------------------------------- | --------------------------------------- | --------------------------------------- | --------------------------------------- | --------------------------------------- | --------------------------------------- | --------------------------------------- | --------------------------------------- | --------------------------------------- | --------------------------------------- |
| Cao kỉ lục °C (°F)                                       | 17.0 (62.6)                             | 18.4 (65.1)                             | 25.8 (78.4)                             | 26.9 (80.4)                             | 31.4 (88.5)                             | 34.6 (94.3)                             | 36.6 (97.9)                             | 35.3 (95.5)                             | 34.2 (93.6)                             | 27.4 (81.3)                             | 25.2 (77.4)                             | 21.8 (71.2)                             | 36.6 (97.9)                             |
| Trung bình ngày tối đa °C (°F)                           | 3.4 (38.1)                              | 4.9 (40.8)                              | 9.5 (49.1)                              | 13.3 (55.9)                             | 18.5 (65.3)                             | 21.3 (70.3)                             | 23.7 (74.7)                             | 23.3 (73.9)                             | 19.2 (66.6)                             | 13.3 (55.9)                             | 7.6 (45.7)                              | 4.6 (40.3)                              | 13.6 (56.5)                             |
| Trung bình ngày °C (°F)                                  | 0.6 (33.1)                              | 1.5 (34.7)                              | 5.2 (41.4)                              | 8.5 (47.3)                              | 13.5 (56.3)                             | 16.4 (61.5)                             | 18.7 (65.7)                             | 18.2 (64.8)                             | 14.4 (57.9)                             | 9.7 (49.5)                              | 4.6 (40.3)                              | 1.8 (35.2)                              | 9.4 (48.9)                              |
| Tối thiểu trung bình ngày °C (°F)                        | −1.6 (29.1)                             | −0.9 (30.4)                             | 2.2 (36.0)                              | 4.8 (40.6)                              | 9.3 (48.7)                              | 12.2 (54.0)                             | 14.5 (58.1)                             | 14.4 (57.9)                             | 11.1 (52.0)                             | 7.2 (45.0)                              | 2.3 (36.1)                              | −0.3 (31.5)                             | 6.3 (43.3)                              |
| Thấp kỉ lục °C (°F)                                      | −19.0 (−2.2)                            | −14.4 (6.1)                             | −15.6 (3.9)                             | −3.5 (25.7)                             | −0.3 (31.5)                             | 4.5 (40.1)                              | 7.0 (44.6)                              | 5.8 (42.4)                              | 2.2 (36.0)                              | −3.4 (25.9)                             | −9.7 (14.5)                             | −14.8 (5.4)                             | −19.0 (−2.2)                            |
| Lượng Giáng thủy trung bình mm (inches)                  | 79.1 (3.11)                             | 76.0 (2.99)                             | 86.1 (3.39)                             | 124.2 (4.89)                            | 146.7 (5.78)                            | 203.4 (8.01)                            | 191.0 (7.52)                            | 162.3 (6.39)                            | 138.2 (5.44)                            | 108.5 (4.27)                            | 120.2 (4.73)                            | 94.6 (3.72)                             | 1.530,3 (60.25)                         |
| Lượng tuyết rơi trung bình cm (inches)                   | 27.5 (10.8)                             | 23.4 (9.2)                              | 13.8 (5.4)                              | 5.7 (2.2)                               | 0.0 (0.0)                               | 0.0 (0.0)                               | 0.0 (0.0)                               | 0.0 (0.0)                               | 0.0 (0.0)                               | 0.4 (0.2)                               | 7.8 (3.1)                               | 22.6 (8.9)                              | 101.2 (39.8)                            |
| Số ngày giáng thủy trung bình (≥ 1.0 mm)                 | 11.1                                    | 8.9                                     | 10.6                                    | 12.8                                    | 13.1                                    | 15.3                                    | 15.3                                    | 12.7                                    | 10.6                                    | 9.9                                     | 11.2                                    | 11.3                                    | 140.8                                   |
| Độ ẩm tương đối trung bình (%) (at 14:00)                | 76.6                                    | 72.9                                    | 62.3                                    | 57.9                                    | 57.3                                    | 59.5                                    | 59.6                                    | 62.1                                    | 65.6                                    | 73.6                                    | 76.1                                    | 77.3                                    | 66.7                                    |
| Số giờ nắng trung bình tháng                             | 58.4                                    | 82.2                                    | 118.5                                   | 156.4                                   | 206.6                                   | 195.4                                   | 226.3                                   | 223.1                                   | 155.9                                   | 104.3                                   | 59.8                                    | 43.5                                    | 1.630,4                                 |
| Phần trăm nắng có thể                                    | 30.0                                    | 30.1                                    | 33.9                                    | 41.1                                    | 47.8                                    | 44.8                                    | 51.5                                    | 54.9                                    | 44.9                                    | 35.6                                    | 25.1                                    | 22.1                                    | 38.5                                    |
| Nguồn: Central Institute for Meteorology and Geodynamics |                                         |                                         |                                         |                                         |                                         |                                         |                                         |                                         |                                         |                                         |                                         |                                         |                                         |

## Thể thao
- A1 Bregenz HB là đội bóng ném.
- SC Bregenz là đội bóng đá của thị trấn, đang thi đấu tại Liên đoàn khu vực Áo (Giải hạng ba).

## Nhân vật nổi tiếng
- Lukas Birk (sinh năm 1982) nhiếp ảnh gia[18]
- Wolf Dietrich von Raitenau (1559 ở Lochau - 1617) Hoàng tử-Tổng giám mục của Salzburg từ 1587 đến 1612
- Ignaz Anton von Indermauer (1759 ở Tyrol - 1796) Landvogt và Kreishauptmann ở Vorarlberg
- Johann Conrad Dorner (1810 in Egg - 1866), họa sĩ người Áo
- Josef Fessler (1813 tại Lochau - 1872) Công giáo La Mã Giám mục của Sankt Pölten và có thẩm quyền về giáo chủ
- Anton Gilbert Victor von Ebner, Ritter von Rofenstein (1842 tại Bregenz - 1925) nhà giải phẫu và nhà mô học người Áo
- Johann Georg Hagen (1847–1930), linh mục dòng Tên và nhà thiên văn học
- Jodok Fink (1853 tại Andelsbuch - 1929) Nông dân và chính trị gia người Áo, đầu tiên Phó thủ tướng Áo, từ 1919 đến 1920
- Max Sick (Maxick) (1882–1961), người Đức mạnh mẽ
- Valentin Feurstein (1885–1970) Tướng quân Áo trong Wehrmacht trong Thế chiến II.
- Lorenz Bohler (1885 in Wolfurt - 1973), bác sĩ phẫu thuật, một trong những người đổi mới phương pháp phẫu thuật tai nạn hiện đại. Thành viên Đảng Quốc xã
- Kaspar Albrecht (1889 tại Au - 1970), kiến trúc sư và nhà điêu khắc
- Irmfried Eberl (1910–1948), bác sĩ tâm thần và chỉ huy của trại tiêu diệt Treblinka
- Hermann Gmeiner (1919 tại Alberschwende - 1986) nhà từ thiện người Áo và là người sáng lập Làng trẻ em SOS
- Fritz Mayer (1933–1988) chính trị gia, thị trưởng Bregenz từ 1970 đến 1988
- Karl Michael Vogler (1928–2009), diễn viên, lớn lên ở Bregenz
- Sieghardt Rupp (1931–2015), diễn viên
- Herbert Sausgruber (sinh năm 1946 tại Bregenz) thống đốc bang [[Vorarlberg] của Áo]
- İlber Ortaylı (sinh năm 1947 tại Bregenz) nhà sử học và giáo sư lịch sử người Thổ Nhĩ Kỳ
- Günter Bischof (sinh năm 1953 tại Mellau) giáo sư đại học và sử gia người Mỹ gốc Áo
- Christina Simon (Christina Ganahl sinh năm 1954 tại Lochau) Ca sĩ và nhà soạn nhạc người Áo.
- Ernst Fehr (sinh năm 1956 tại Hard) nhà kinh tế học hành vi người Áo và neuroeconomist
- Anton Amann (1956 tại Bregenz - 2015) Nhà hóa học người Áo và giáo sư hóa học tại Đại học Y khoa Innsbruck
- Hans-Peter Martin (sinh năm 1957), nhà báo và chính trị gia, thành viên Nghị viện Châu Âu
- Stefan Sagmeister (sinh năm 1962), nhà thiết kế đồ họa
- Markus Gasser (sinh năm 1967) nhà khoa học và tác giả văn học
- Patrick Ortlieb (sinh năm 1967) cựu vận động viên trượt tuyết núi cao World Cup và huy chương vàng Olympic
- Arno Geiger (sinh năm 1968 tại Wolfurt) tiểu thuyết gia người Áo
- Roman Rafreider (sinh năm 1969 tại Bregenz) Người dẫn chương trình truyền hình và nhà báo người Áo
- Christof Unterberger (sinh năm 1970) nghệ sĩ cello và nhà soạn nhạc phim
- Maria Anwander (sinh năm 1980) nghệ sĩ khái niệm, chuyên về trình diễn và nghệ thuật sắp đặt
- Jakob Kasimir Hellrigl (sinh năm 1993) được biết đến với biệt danh  Candy Ken , rapper; kết hợp vẻ ngoài nam tính với văn hóa đại chúng nữ tính[19]

## Thành phố kết nghĩa
Bregenz là kết nghĩa với:
- Bangor, Bắc Ireland - các chuyến đi trao đổi khác nhau diễn ra giữa hai nơi.
- Acre, Israel